# Darius Philon
Darius Philon (Mobile, 22 gennaio 1994) è un giocatore di football americano statunitense che milita nel ruolo di defensive end per i Las Vegas Raiders della National Football League (NFL).

## Carriera

### San Diego/Los Angeles Chargers
Dopo avere giocato al college a football ad Arkansas, Philon fu scelto nel corso del sesto giro (192º assoluto) del Draft NFL 2015 dai San Diego Chargers. Debuttò come professionista subentrando nella gara del primo turno contro i Detroit Lions. Dopo il primo mese di gioco fu inserito in lista infortunati, tornando in campo nella settimana 14 contro i Kansas City Chiefs. La sua stagione da rookie si concluse con 5 tackle in otto presenze, nessuna delle quali come titolare.

## Statistiche
| Partite totali      | 8   |
| Partite da titolare | 0   |
| Tackle totali       | 5   |
| Sack                | 0,0 |
| Intercetti          | 0   |
| Fumble forzati      | 0   |

Statistiche aggiornate alla stagione 2015